# Hińczowa Turnia
Die Hińczowa Turnia (slowakisch Hincova veža, deutsch: Hinzenseeturm) ist ein Berg in der Hohen Tatra mit einer Höhe von 2377 m n.p.m. an der polnisch-slowakischen Grenze. Sie ist der sechsthöchste Berg in Polen.

## Lage und Umgebung
Unterhalb des Gipfels liegen das Fischseetal mit dem Bergsee Czarny Staw pod Rysami im Norden (Polen) und das Mengsdorfer Tal im Süden (Slowakei). 
Der Hinzenseeturm liegt im Hauptkamm der Tatra im Massiv des Ochsenrücken. Nachbargipfel sind der Ochsenrückenturm (Wołowa Turnia), von dem sie durch den Pass Grosse Ochsenrückenscharte (Wielka Wołowa Szczerbina) getrennt ist, und der von ihr durch die Mengsdorfer Scharte getrennte Östliche Mengsdorfer Spitze. 

## Etymologie
Der Name Hinzenseeturm rührt daher, dass sich unweit des Berges der Kessel Hincova kotlina (deutsch Hinzenseekessel) mit dem Bergsee Veľké Hincovo pleso (deutsch Großer Hinzensee) befindet.

## Tourismus
Der Hinzenseeturm liegt auf keinem markierten Wanderweg. Sie ist jedoch für Kletterer mit einer Genehmigung der Verwaltung eines der Nationalparks zugänglich. Als Ausgangspunkt für eine Besteigung eignen sich die Schutzhütten Schronisko PTTK nad Morskim Okiem und Schronisko PTTK w Dolinie Roztoki.

## Belege
- Zofia Radwańska-Paryska, Witold Henryk Paryski, Wielka encyklopedia tatrzańska, Poronin, Wyd. Górskie, 2004, ISBN 83-7104-009-1.
- Tatry Wysokie słowackie i polskie. Mapa turystyczna 1:25.000, Warszawa, 2005/06, Polkart ISBN 83-87873-26-8.